# Copertă

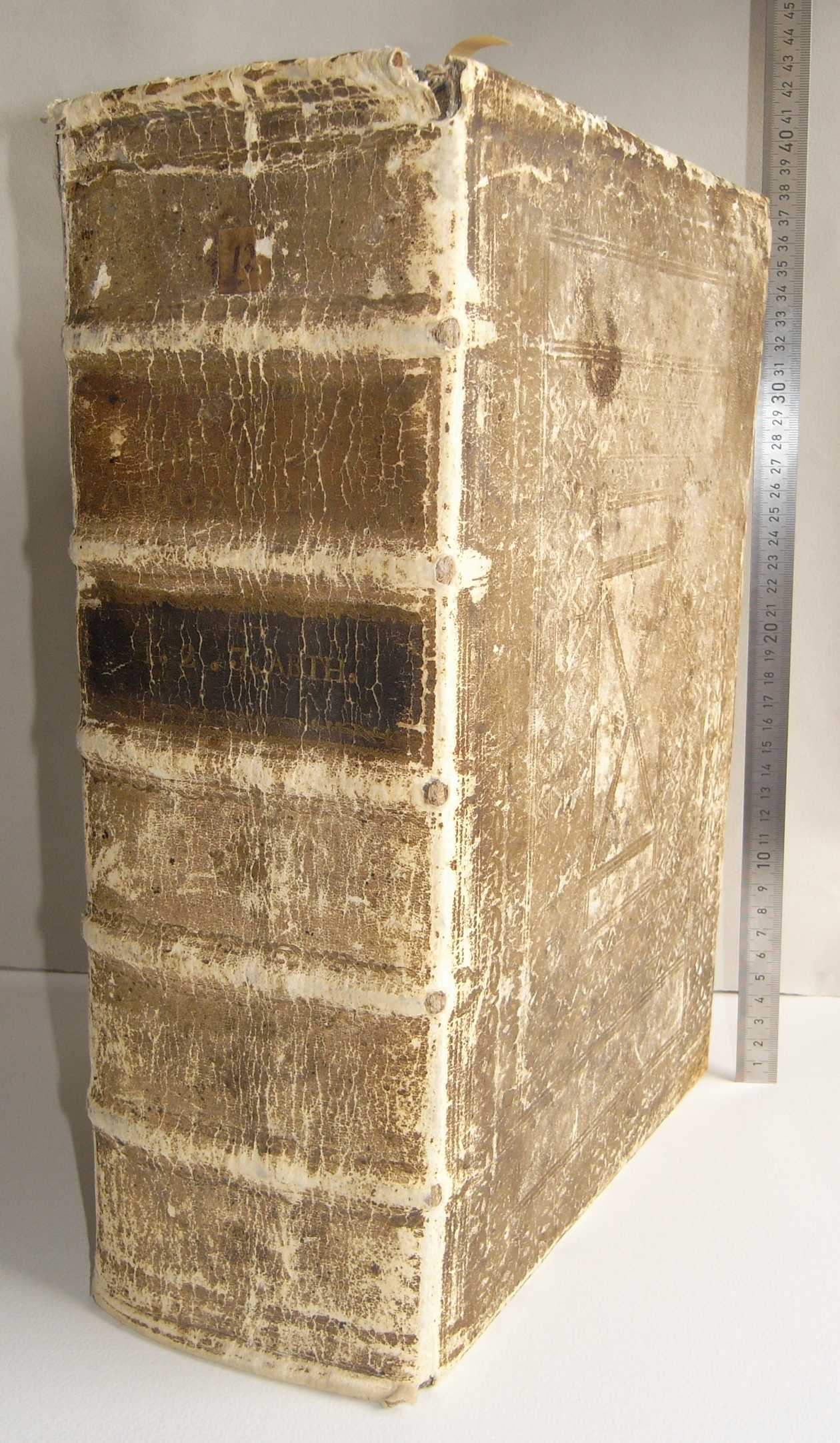
Carte veche, cu coperta legată în piele

O copertă este un înveliș protector, de carton sau de hârtie groasă, folosit pentru a fixa și proteja paginile unei cărți, ale unui caiet sau ale unei agende.
Coperta unei cărți este aproape la fel de importantă ca și titlul cărții. În principiu, ea ar trebui să reprezinte toate ideile și conținutul cărții și să ilustreze foarte bine acțiunea. Ea are rolul de a crea un impact vizual al titlului și deseori prin copertă cartea atrage atenția potențialilor cumpărători.
Unele cărți au o copertă suplimentară, tipărită special, care îmbracă coperta de bază, în scopul protejării acesteia și al prezentării grafice mai atrăgătoare, care poartă denumirea de supracopertă.

## Forma de plural
Conform DOOM2 (Dicționarul ortografic, ortoepic și morfologic al limbii române Ediția a II-a revăzută și adăugită” din 2005), sunt acceptate două forme de plural - coperte / coperți - prima fiind cea preferată.